# خيل فريزيان
الحصان الفريزي (بالهولندية: Fries paard؛ وبالفرنسية الفريزية: Frysk hynder)، هي سلالة خيول نشأت في مقاطعة فريزلاند في شمال هولندا. كادت هذه السلالة أن تنقرض في أكثر من مناسبة. يُصنّف الحصان الفريزي ضمن خيول الجر الخفيفة، ويُستخدم اليوم في الركوب وقيادة العربات. يُعرف الحصان الفريزي بلونه الأسود بالكامل، وبتدفق شعر عرفه وذيله، والشعر الكثيف حول سيقانه، وحمله العالي لرأسه، وخطوته العالية المميزة.

## خصائص السلالة
تتميز سلالة الحصان الفريزي ببنية قوية ومتناسقة بشكل عام، وهيكل عظمي جيد، ويُشار إليها أحيانًا بأنها من نوع الجسم الباروكي. يتمتع الفريزي بأعناق طويلة مقوسة، وآذان قصيرة مصقولة، ورؤوس تشبه النمط الإسباني. كما يمتلكون أكتافًا مائلة، وأجسامًا عضلية مدمجة مع مؤخرة مائلة وذيل منخفض الوضع. أطرافهم قصيرة وقوية، وتغطيها "الريشات" — وهي شعر طويل على أسفل الأرجل. ولدى الحصان الفريزي أيضًا عرف وذيل طويلان وسميكان، وغالبًا ما يكون الشعر متموجًا. وتُعرف هذه السلالة بخطوتها العالية والنشيطة في الهرولة. يُعتبر الحصان الفريزي سهل الانقياد، نشيطًا، وحيويًا، ولكنه أيضًا لطيف ومطيع. وغالبًا ما يتمتع بحضور قوي ويحمل نفسه بأناقة.
يوجد اليوم نوعان مميزان من حيث البنية الجسدية: النوع "الباروكي"، وهو الأكثر قربًا للبنية التقليدية الكلاسيكية للحصان الفريزي، والنوع الحديث المعروف بـ"حصان الرياضة"، والذي يتميز بعظام أدق. كلا النوعين شائعان، إلا أن النوع الحديث يحظى بشعبية أكبر في ساحات العروض مقارنةً بالباروكي. ومع ذلك، فإن نوع البنية يُعد أقل أهمية من صحة الحركة واتساقها.

### الحجم
يبلغ متوسط ارتفاع الحصان الفريزي حوالي 15.3 شبرًا (63 إنشًا، أي نحو 160 سم) عند الكاهل، مع إمكانية التفاوت بين 14.2 إلى 17 شبرًا (58 إلى 68 إنشًا، أي ما بين 147 إلى 173 سم). ويُشترط أن يبلغ ارتفاع الإناث أو الخيول المخصية (الغيلدينغ) على الأقل 15.2 شبرًا (62 إنشًا، أي نحو 157 سم) حتى تكون مؤهلة للحصول على تصنيف "نجمة" في سجل الأنساب.

### اللون
نادراً ما يظهر على خيول الفريزي علامات بيضاء من أي نوع؛ وتسمح معظم سجلات الأنساب فقط بوجود نجمة صغيرة على الجبهة لتسجيل الخيول النقية. وعلى الرغم من أن اللون الأسود هو السمة المميزة للحصان الفريزي، إلا أن اللون الكستنائي (الأحمر) قد يظهر أحيانًا، وذلك لأن بعض السلالات تحمل الجين "الأحمر" المعروف بالرمز (e). في ثلاثينيات القرن العشرين، شوهدت بعض خيول الفريزي بلون كستنائي أو بني داكن.

عادةً لا يُقبل اللون الكستنائي في الفحول، لكنه يُسمح به أحيانًا في الإناث (الأفراس) أو الخيول المخصية (الغيلدينغ). كما يُفرض خصم في النقاط على خيول الفريزي الكستنائية التي تُشارك في المنافسات. ومع ذلك، فإن تغير لون الفرو نتيجة لإصابة قديمة أو بهتان اللون الأسود بسبب الشمس لا يُعتبر عيبًا ولا يُعاقب عليه.

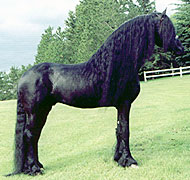
خيل فريزيان في عرض

في عام 1990، بدأ سجل خيول فريزلاند بمحاولة القضاء على اللون الكستنائي من خلال الانتقاء الوراثي، ومنذ ذلك الحين تُجرى اختبارات جينية للفحول. وإذا أظهرت النتائج وجود جين اللون الكستنائي إذا كان متنحيًا وغير ظاهر بسبب اللون الأسود المسيطر—فلا يُقبل الحصان للتسجيل في سجل خيول فريزلاند. وفي عام 2014، كانت هناك ثماني سلالات من الفحول معروفة بأنها لا تزال تحمل هذا الجين. أما الجمعية الأمريكية للخيول الفريزية، وهي جهة لا تتبع سجل خيول فريزلاند، فتسمح بتسجيل الخيول ذات العلامات البيضاء و/أو اللون الكستنائي بشرط إثبات النسب النقي للأبوين.

### الاضطرابات الوراثية
يوجد أربع اضطرابات وراثية معروفة في صناعة تربية الخيول قد تؤثر على خيول الفريزي، وهي:
- القزامة (Dwarfism)
- الاستسقاء الدماغي (Hydrocephalus)
- قابلية لتمزق الشريان الأبهر (Aortic rupture)
- تضخم المريء (Megaesophagus)

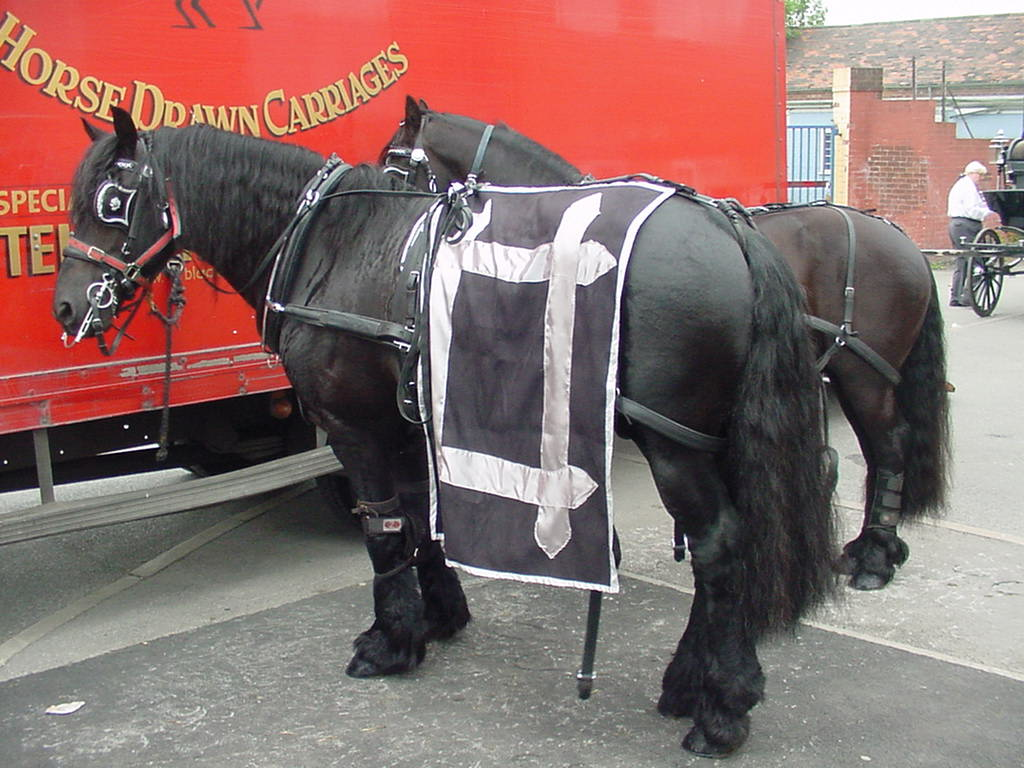
أحيانًا يشار لخيل الفريزيان باسم "البلجيكية السوداء"

تتوفر اختبارات وراثية للاضطرابين الأولين (القزامة والاستسقاء الدماغي). كما أن خيول الفريزي تُعد من بين السلالات التي قد تصاب بما يُعرف باعتلال تخزين الغليكوجين العضلي، وهو اضطراب يؤثر على تخزين السكريات في العضلات.
حوالي 0.25% من خيول الفريزي تعاني من القزامة، وهي حالة متنحية ينتج عنها خيول ذات رأس طبيعي الحجم، وصدر أعرض من المعتاد، وظهر طويل بشكل غير طبيعي، وأطراف قصيرة جدًا. كما تُظهر السلالة معدلًا أعلى من الطبيعي في اضطرابات الجهاز الهضمي، وتميل للإصابة بحساسية مفرطة تجاه لدغات الحشرات. ومثل غيرها من سلالات الجر ذات الأرجل المكسوة بالشعر، فإن خيول الفريزي عرضة للإصابة بحالة جلدية تُعرف بـ التهاب الجلد الثؤلولي في مفصل الرسغ، وقد تكون عرضة عامة لضعف في جهاز المناعة.
وتواجه الفرسات (إناث الخيول) من سلالة الفريزي معدلًا مرتفعًا جدًا يبلغ 54% في احتباس المشيمة بعد الولادة. كذلك، هناك بعض خيول الفريزي بالحجم الطبيعي تُظهر رخاوة في الأوتار والأربطة، وهي حالة قد تكون أو لا تكون مرتبطة بالقزامة. يُعتقد أن السبب الرئيسي لمعظم هذه الاضطرابات هو ضيق القاعدة الجينية للسلالة، ومعدلات التزاوج الداخلي المرتفعة.